# Aphrastura spinicauda subantarctica
Aphrastura spinicauda subantarctica is een in 2022 wetenschappelijk geldig beschreven soort zangvogel uit de familie Furnariidae (ovenvogels). Dit taxon staat als ondersoort op de IOC World Bird List versie 13.2 ondanks de door soortauteurs gepubliceerde argumenten voor een status als aparte soort.

## Verspreiding en leefgebied
De nauw verwante soort doornstaartrayadito (A. spinicauda) komt voor in bosrijke streken, deze soort leeft in boomloos gebied tussen hoge graspollen (tussock grass) op de Diego Ramírezeilanden.

## Taxonomie
De vogel is uitgebreid onderzocht zowel biometrisch als door vergelijkend DNA-onderzoek.